# Se uma árvore cai em uma floresta

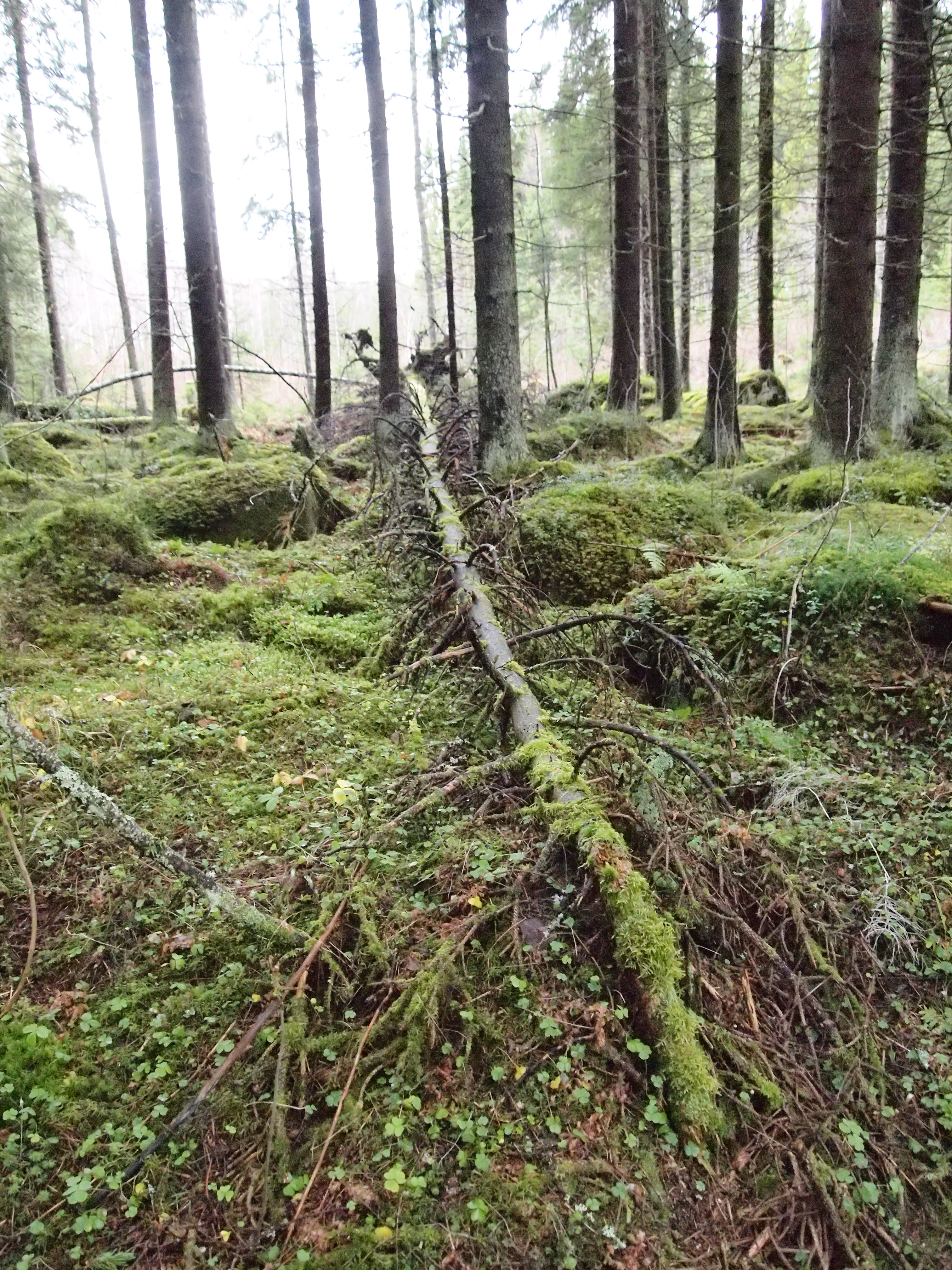
Uma árvore caída em uma floresta

"Se uma árvore cai na floresta e ninguém está perto para ouvir, ela fez barulho?" é um experimento mental e filosófico, que levanta dúvidas sobre a observação e percepção.

## História
O filósofo George Berkeley, propõe em sua obra, Tratado sobre os Princípios do Conhecimento Humano (1710), o seguinte, "Mas, digamos que para você certamente, não há nada mais fácil para mim do que imaginar árvores, por exemplo, num parque [...] e sem ninguém por perto para percebê-los. [...] Os objetos do sentido que só existem quando são percebidos; as árvores são, por conseguinte, no jardim [...] não é mais do que quando há alguém por perto para percebê-los." (é importante notar que a citação do artigo 45.º é, sem dúvida, uma declaração de objeção de Berkeley, e não uma proclamação desta.) Mesmo assim Berkeley, na verdade, nunca escreveu sobre essa questão.
Alguns anos mais tarde, a mesma questão é colocada. É desconhecido se a origem desta questão é a de Berkeley ou não. Em junho de 1883, na revista O Chautauquan, a questão foi colocada, "Se uma árvore estava a cair numa ilha onde não havia seres humanos para vê-la, a árvore caiu mesmo?" Eles, então, passaram a responder à questão com, "Não. O som é a sensação animada no ouvido quando o ar ou outro meio é posta em movimento." Isso parece implicar que a pergunta é feita não a partir de um ponto de vista filosófico, mas de uma abordagem puramente científica. A revista Scientific American, corroborou o aspecto técnico da questão, deixando de fora o lado filosófico, um ano mais tarde, quando eles questionavam uma versão ligeiramente reformulada, "Se uma árvore estava a cair numa ilha deserta, haveria algum som?" E deu uma resposta técnica, "O som é vibração, transmitida aos nossos sentidos através do mecanismo da orelha, e reconhecido como o som apenas em nossos centros nervosos. A queda da árvore ou qualquer outra perturbação irá produzir a vibração do ar. Se não há ouvidos para ouvir, não haverá nenhum som."
É relatado que Albert Einstein perguntou ao seu colega físico e amigo Niels Bohr, um dos fundadores da mecânica quântica, se ele, de forma realista, acreditava que "a Lua não existe, se ninguém está olhando para ela." A isto Bohr respondeu que, no entanto, por mais vezes que (Einstein) tente, ele não seria capaz de provar o que ele faz, dando assim todo o enigma que o status de uma espécie de uma conjectura infalível — aquele que não pode ser provada ou refutada.
A atual redação parece ter originado no livro de 1910 sobre Física por Charles Riborg Mann e George Resgate Twiss. A pergunta "Quando uma árvore cai numa floresta solitária, sem nenhum animal por perto para ouvir, será que faz um som? Por quê?" é colocada juntamente com muitas outras questões a fazer perguntas para os leitores sobre o conteúdo do capítulo, e, como tal, é representada a partir de um ponto de vista puramente físico.

## Metafísica

### A possibilidade de existência despercebida
Pode algo existir sem ser percebido? — por exemplo, "som só é som se uma pessoa o ouve?" O tópico filosófico mais imediato que o enigma introduz envolve a existência da árvore (e do som que ela produz) fora da percepção humana. Se ninguém está por perto para ver, ouvir, tocar ou sentir o cheiro da árvore, como poderia ser dito que ela existe? O que dizer que ela existe quando uma tal existência é desconhecida? É claro que, a partir de um ponto de vista científico, ela existe. São os seres humanos que são capazes de percebê-la. No século XVIII, George Berkeley desenvolveu o idealismo subjetivo, uma teoria metafísica para responder a essas questões. Ele cunhou famosamente a frase "ser é ser percebido". Hoje meta-físicos estão divididos. De acordo com a teoria da substância (substance theory), uma substância é distinta de suas propriedades, enquanto que de acordo com a teoria do feixe (bundle theory), de David Hume, um objeto é o conjunto de seus dados dos sentidos. A definição de som, simplificada, é um ruído audível. A árvore vai fazer um som, mesmo se ninguém o ouviu, porque o som poderia ter sido ouvido.

### O conhecimento da inobservância de um mundo
Podemos supor a inobservância de um mundo funciona da mesma forma que o observado em todo o mundo? — por exemplo, "a não observação afectam o resultado?"
Uma pergunta semelhante, é se um evento não observado ocorre de forma previsível, como ocorre quando é observado. O princípio antrópico sugere que o observador, apenas em sua existência, pode impor sobre a realidade observada.
No entanto, a maioria das pessoas, assim como cientistas, suponha que o observador não altera se quando a árvore cair faz causar um som ou não, mas isso é uma pergunta impossível de provar. No entanto, muitos cientistas argumentam da seguinte maneira, "Uma verdadeira inobservância de um evento é o único que realiza que nenhum efeito (transmite nenhuma informação) em qualquer outra (onde 'outro' pode ser, por exemplo, humanos, som, gravação ou rocha), e portanto não pode ter nenhum legado no presente (ou em andamento), amplo universo físico. Ele pode, então, ser reconhecido que a inobservância do evento foi absolutamente idêntico a um evento que não ocorreu em todos." (esta aparente citação não tem atribuição, ou de referência, e nenhum pode ser encontrado em linha com um esforço razoável). Claro, o fato de que a árvore é conhecida por ter estado alterado de 'vertical' para 'caído' implica que o evento deve ser observado para fazer a pergunta a todos — mesmo se apenas porque o suposto espectador.
O filósofo britânico de ciência Roy Bhaskar, creditado com o desenvolvimento do realismo crítico argumenta, em aparente referência a este enigma, que:

Se os homens deixassem de existir o som deve continuar a viajar e os corpos pesados a cair para a terra exactamente da mesma maneira, embora ex hipóteses não haveria ninguém para sabe-lo

Esta existência de um inobservância real é parte integrante da ontologia de Bhaskar, o qual afirma (em oposição a várias linhas do positivismo, que têm dominado a ambas as ciências naturais e sociais no século XX) de que "estruturas reais existem de forma independente e são, muitas vezes, fora de fase com o real padrão de eventos". Nas ciências sociais, isso fez com que a sua abordagem popular entre os Marxistas contemporâneos, nomeadamente Alex Callinicos — que postular a existência real de forças sociais e estruturas que podem não ser observáveis.

### A dessemelhança entre as sensações e a realidade
Qual é a diferença entre o que algo é, e como aparece? — por exemplo, "o som é a variação de pressão que se propaga através da matéria, como uma onda".
Talvez o tópico mais importante que o enigma oferece é a divisão entre a percepção de um objeto e como um objeto realmente é. Se uma árvore que existe fora de percepção, então, não há nenhuma maneira de saber que a árvore existe. Então, o que queremos dizer por "existência", que é a diferença entre a percepção e a realidade? Além disso, as pessoas também podem dizer, se a árvore existe fora da percepção (como o senso comum iria ditar), então ele vai produzir ondas de som. No entanto, estas ondas sonoras não será realmente soar como qualquer coisa. De som como mecanicamente é entendido irá ocorrer, mas o som como ele é entendido pela sensação de não ocorrer. Então, como é sabido que o som como mecanicamente é compreendida " ocorrerá se de que o som não é percebida?
Este enigma ilustra a famosa distinção de John Locke entre qualidades primárias e secundárias. Esta distinção revela quais são as qualidades automáticas embebidas em um objeto, e quais as qualidades que são atribuídas ao objeto. Isto é, um objeto vermelho (coisa que não é realmente vermelho (que é, "vermelho" é uma qualidade secundária), uma coisa doce não é muito doce, um som, na verdade, não soa como qualquer coisa, mas um objeto redondo é redondo.

### Perspectivas Budista

#### Tibetana
Das Trinta e Sete Bodhisattva Práticas por Ngulchu Thogme Zangpo,

"22 Aparências são a própria mente. Desde o início, a natureza da mente está livre dos extremos de elaboração. Sabendo isto, é a prática de um bodhisattva não para envolver a mente de dualidade sujeito-objeto."

#### Zen

##### Bandeira Hui-neng
Há uma história bem conhecida de Hui-neng, um bem respeitado monge Budista, que mais tarde se tornou conhecido como o fundador do Zen - escola, que um dia aconteceu de passar por dois monges.

"Dois monges estavam discutindo sobre a bandeira do templo ondulando ao vento. Um exclamou, "A bandeira move-se." O outro disse, "O vento move-se." Eles discutiam, mas não conseguiam concordar.
O Sexto Ancião disse, "Senhores! Não é o vento que se move; não é a bandeira que se move; é a vossa mente que se move." Os dois monges ficaram muito admirados."
- O caso 29 Mumonkan, tradução por Robert Aitken

##### Hui-neng Recebe O Dharma
Um dia, os monges no mosteiro Huang-mei foram instruídos a escrever uma estrofe, a fim de que seu mestre Hung-jen pode decidir quem iria herdar o trono dharma. Todos os monges partiram do pressuposto de que um determinado discípulo sénior de Shen-hsui iria ganhar e, portanto, não me incomodei mesmo a escrever versos. Shen-hsui acreditava que ele iria ganhar muito, e escreveu a seguinte estrofe sobre o mosteiro de parede:

O corpo é uma árvore Bodhi,
a mente é um espelho fixo brilhante.
Em todos os momentos poli-lo diligentemente,
e não deixar que a poeira se ilumine.

Devido ao perigo em torno dele, se ele fosse abertamente um desafio ao sénior monge Shen-hsui, Hui-neng, saiu uma noite, enquanto estava completamente escuro e escreveu a seguinte estrofe em segredo:

Bodhi, originalmente, não tem árvore.
O espelho brilhante também não tem suporte.
Fundamentalmente, não há uma única coisa.
Onde poderia surgir poeira?

Mais tarde, o mestre de Hung-jen viu esta estrofe e reafirmou que aquele que o havia escrito tinha de fato aberto a sua mente. Encontrá-lo foi Hui-neng, o mestre de Hung-jen, que em seguida, deu Hui-neng, o segredo dos ensinamentos do dharma da sua linhagem, que Hui-neng afirma ter completamente aberto a sua mente, e deu ao jovem Hui-neng, o manto e vara dharma, simbolizando seu status como Patriarca da linhagem. Hung-jen disse Hui-neng que ele deve, em seguida, fugir do mosteiro por medo de Shen-hsui e seus seguidores a matar Hui-neng. Hui-neng, fez como lhe foi dito e, em seguida, depois de retornar de viver com alguns caçadores para se tornar O Sexto Patriarca e transmitir O Dharma na forma como O Sutra Falado pelo Sexto Patriarca. Hui-neng também começou a Escola Súbita que ensinava que a Mente é percebida instantaneamente enquanto Shen-hsui começou a Escola Gradual que ensinava, semelhante à sua estrofe acima, uma espécie de poeira de limpeza de meditação. Zen hoje encarna o estilo da Escola Hui-neng Súbita, particularmente com o Satori.

### Hinduísmo
Os antigos textos Hindus, os Vedas e os Puranas, definiram várias teorias da criação — sendo uma delas o 'Drishti-srishti-vada' (Drishti=Visão, srishti=Universo, Vada=Teoria), que coloca diante do argumento de que o universo, ou o que é visto, só surge depois de o vidente, e não tem uma existência independente, além do vidente. O próprio nome da teoria é derivada da ordem de precedência de vista e a vista — em primeiro lugar há de vista ('Drishti') e, em seguida, há o visto ('Srishti').
Os famosos santo Tamêl, Sri Ramana Maharshi, também fez inúmeras referências ao mundo sendo apenas um conceito da mente.
"A mente é como akasa (espaço). Assim como existem os objetos no akasa, portanto, não há pensamentos na mente. A akasa é a contrapartida da mente e os objetos de pensamento. Um não pode esperar para medir o universo e estudo os fenómenos. É impossível. Para os objetos são criações mentais... O universo é apenas um objeto criado pela mente e tem seu ser na mente." (Conversações com Sri Ramana Maharshi, pp. 478-479).
"Os shrutis (uma subdivisão dos Vedas) e os sábios dizem que os objetos são apenas criações mentais. Eles não têm nenhum substantivo. Investigar o assunto e verificar a veracidade da afirmação.
O resultado será a conclusão de que o mundo objetivo é a consciência subjectiva." (TWSRM, p. 479).

## Na cultura popular
O canadense compositor ativista social e ambientalista, Bruce Cockburn coloca a questão no refrão de sua canção de 1989, "Se Uma Árvore Cai" e enquadra-os com as suas letras como uma questão premente sobre a causa e o efeito do desmatamento.
No musical Dear Evan Hansen, vencedor do Tony Awards de 2016, a questão é levantada pelo protagonista Evan Hansen (originalmente Ben Platt) na canção "Waving Through a Window", no verso "When you're fallen in a forest and there's nobody around, do you ever really crashed or even made a sound?" (Quando você cai numa floresta e não tem ninguém em volta, você realmente caiu ou fez algum barulho?), pontuando a solidão do personagem.
Na música Murders da banda Miracle Musical, representa a questão repetidas vezes no refrão "Tree falling no one would hear" (Uma árvore caindo ninguém ouviria), representando a ignorância e a existência solitária humana mesmo em meio a eventos significativos

## Paródias
A comédia mostra A Royal Canadian Air Farsa parodiou a experiência de pensamento por perguntar, "Se uma árvore cai na floresta e ninguém está perto para ouvir, onde estão eles?".
Em Monkey Island 2: Revenge LeChuck, Herman Toothrot pede o personagem principal, Guybrush Threepwood, um pergunta semelhante: "Se uma árvore cai na floresta e ninguém o vê, de que cor é a árvore?"

### A possibilidade de existência despercebido
Na série 3 episódio 11 de Phineas e Ferb, Dr. Heinz Doofenshmirtz cria um "Se-Uma-Árvore-Caiu-na-Floresta-Inator" para combater este enigma.
Num comercial Geico, a questão já está respondida: "Bem, você sabia que se uma árvore cai na floresta que faz um som?"
Em um Lado mais Distante dos desenhos animados por Gary Larson, ele coloca a questão: "Se uma árvore cai na floresta, e atinge um mime, alguém se importa?"
Na série 2 episódio 12 de True Blood, Jason Stackhouse diz que "É como se uma árvore cai-se na floresta, ainda é uma árvore, não é?"
A revista Spin de setembro de 1999, dá a primeira citação atribuída a Maura O'Connell; "Se um homem fala na floresta, e não há nenhuma mulher lá para ouvi-lo, ele ainda está errado?"
Na peça de teatro Deus de Woody Allen, existe um único diálogo, "A pergunta básica filosófica é: Se uma árvore cai na floresta e ninguém está por perto para ouvi-lo, como sabemos que ela faz um barulho?"
Na questão 150do Web Comic - Ordem da Vara por Rich Burlew, Durkon coloca a questão: "Se uma árvore mata sozinha na floresta, faz um som?"
No episódio "All Guts, no Glory" de The Fresh Prince of Bel-Air, Will Smith tenta responder ao experimento utilizando-se de perguntas alternativas como "Se uma árvore cai em uma touperia, a toupeira faz um som?"
Em Mentes Criminosas, 6º episódio da 2º temporada o personagem Spencer Reid pergunta: "Se uma arvore cai na floresta, faz algum barulho se não tem ninguém lá para ouvir?"